# Satire (Ariosto)
Le Satire sono sette componimenti in terzine scritti da Ludovico Ariosto tra il 1517 e il 1525, e pubblicati postumi nel 1534.
Probabilmente l'opera di Ariosto più apprezzata dalla critica dopo l'Orlando furioso, le Satire si incentrano su un immaginario dialogo fra Ariosto e vari personaggi reali, che controbattendo con l'autore creano una struttura dialogica che si propone anche come riflessione sulla realtà curtense del Cinquecento.

## Analisi e stile
Le Satire di Ariosto costituiscono un modello fondamentale nell'àmbito del nuovo sistema dei generi sorto nella prima metà del Cinquecento; in esse domina l'elemento autobiografico e moralistico, alcune volte più leggero, altre volte più aggressivo e risentito. Le Satire di Ariosto si ispirano a quelle dello scrittore latino Orazio, soprattutto per l'inserzione degli apologhi (come la favola della zucca nella settima satira o le favole della gazza e della ruota di fortuna nella terza) e per la scelta di unire al sermo satirico la forma epistolare. Importante è, nell'influsso oraziano, anche la presenza di elementi autobiografici, la scelta di un ritmo prosastico, un linguaggio misto fra aulico e realistico e il tono colloquiale. I temi delle satire sono la condizione dell'intellettuale cortigiano, i limiti e gli ostacoli che essa pone alla libertà dell'individuo, l'aspirazione ad una vita quieta e appartata, lontana dalle ambizioni e dalle invidie della realtà di corte, una vita dedicata agli studi e agli affetti familiari. Appaiono anche il fastidio per le incombenze pratiche che costituiscono un ostacolo all'esercizio pratico, la follia degli uomini che inseguono la fama, il successo e la ricchezza.
Non meno importanti sono gli influssi dei precedenti modelli letterari della tradizione romanza, e segnatamente italiana, come Dante (nella ricerca lessicale, nel tono sarcastico e nella struttura in terzine) e Boccaccio (per la critica alla curia papale corrotta, comunque presente anche nell'Alighieri).
Le Satire sono una finestra sulla realtà contemporanea dell'Ariosto, il quale parte dall'elemento autobiografico per giungere a una teoria più generale in cui accusa la società e i suoi membri (si vedano le critiche alla Chiesa, ai Signori di corte, ai cortigiani adulatori, ai difetti delle donne e a coloro che cercano di ottenere in tutti i modi i benefici ecclesiastici o gli onori); inoltre possono essere considerate una finestra in grado di chiarificare le caratteristiche e gli stati d'animo dell'inafferrabile carattere del poeta, anche alla luce della sua opera maggiore.

## Contenuto
- La Satira I, scritta nell'autunno del 1517, è rivolta al fratello Alessandro e a Ludovico  da Bagno, segretario del cardinale Ippolito d'Este. In essa l'autore racconta la rottura col cardinale  conseguente al rifiuto del poeta di seguirlo in Ungheria.
- La Satira II, invece, indirizzata al fratello Galasso, risale alla fine del 1517, prima di un viaggio a Roma che l'Ariosto intraprese per risolvere i problemi legali connessi al beneficio ecclesiastico di Sant'Agata in Faenza; in questa satira l'autore esprime considerazioni disincantate e disilluse sulla vita cortigiana.
- La Satira III, del maggio del 1518, è rivolta al cugino Annibale Malaguzzi. In essa l'autore parla del suo nuovo lavoro al servizio del duca, rifiuta la carriera ecclesiastica e difende la propria dignità.
- Nella Satira IV, composta nel 1523 e dedicata a Sigismondo Malaguzzi, l'autore si lamenta della lontananza della sua donna e della residenza reggiana del Mauriziano, del suo duro lavoro in Garfagnana e dell'impossibilità di scrivere.
- La Satira V, la cui datazione è fissata tra il 1519 e il 1521, è dedicata nuovamente ad Annibale Malaguzzi, e affronta alcuni motivi tradizionali della vita matrimoniale.
- Nella Satira VI, scritta nel 1524-1525 e indirizzata a Pietro Bembo, l'autore chiede al letterato che gli procuri per il figlio Virginio, studente a Padova, un professore di greco, raccomandandosi che sia affidabile per dottrina e costumi.
- Infine la Satira VII, indirizzata al segretario del duca Alfonso I d'Este, Bonaventura Pistofilo, fu elaborata in Garfagnana nella primavera del 1524; in essa il poeta giustifica il proprio rifiuto di diventare ambasciatore estense a Roma e afferma il suo desiderio di tornare al più presto a Ferrara.